# 豊田バスストップ (長野県)
豊田バスストップ（とよたバスストップ）は、長野県中野市の上信越自動車道上にある高速バス停留所。豊田飯山ICの北西方0.5km程度の場所にある。上信越道豊田とも称する。

## 停車する路線
- 長野 - 新潟線
中野BS - 豊田BS - 柏原BS

## 周辺
- 道の駅ふるさと豊田

座標: 北緯36度48分06.7秒 東経138度18分54.2秒 / 北緯36.801861度 東経138.315056度